# Stazione di Kaminotaishi
La stazione di Kaminotaishi (上ノ太子駅?, Kaminotaishi-eki) è una stazione ferroviaria della città di Habikino, nella prefettura di Osaka, in Giappone. Presso di essa passa la linea Kintetsu Minami-Ōsaka, e fermano sia i treni locali che i semiespressi.

## Linee
Ferrovie Kintetsu
■ Linea Kintetsu Minami-Ōsaka

## Struttura
La stazione è realizzata in superficie scoperta, e dispone di due marciapiedi laterali con due binari passanti. I due marciapiedi sono collegati fra di loro da un passaggio a livello interno, e il fabbricato dispone di tornelli automatici.
| 1 | ■ Linea Kintetsu Minami-Ōsaka | per Shakudo, Kashiwarajingū-mae, Yoshino e Kawachi-Nagano     |
| 2 | ■ Linea Kintetsu Minami-Ōsaka | per Furuichi, Fujiidera, Kawachi-Matsubara e Ōsaka-Abenobashi |

## Stazioni adiacenti
| «                           | Servizio                    | »                           |
| Linea Kintetsu Minami-Osaka | Linea Kintetsu Minami-Osaka | Linea Kintetsu Minami-Osaka |
| --------------------------- | --------------------------- | --------------------------- |
| Komagatani                  | Locale                      | Nijōzan                     |
| Komagatani                  | Semiespresso                | Nijōzan                     |
| Transito                    | Espresso sezionale          | Transito                    |
| Transito                    | Espresso                    | Transito                    |